# Puig del Roc Negre
El Puig del Roc Negre és un pic de 2.714 m alt del massís del Canigó situat entre les comunes de Castell de Vernet i Vallmanya, de la comarca del Conflent i de Cortsaví, de la del Vallespir, totes tres a la Catalunya del Nord.
És situat a l'extrem nord-oest del terme, al sud-est del de Castell de Vernet i al sud-oest del de Vallmanya. És a prop (cosa d'un quilòmetre en línia recta) del cim del Canigó, a prop i al nord-est de la Portella de Leca.